# ری دون
ری دون (به انگلیسی: Ray Donn) (زاده ۷ اوت ۱۹۳۷) بازیگر انگلیسی است.
از فیلم‌های معروف او می‌توان به بازی در فیلم شوالیه‌های شانگهای اشاره کرد.